# Cantó de Mâcon-Centre
El cantó de Mâcon-Centre és un cantó francès del departament de Saona i Loira, situat al districte de Mâcon. Té 1 municipis i part del de Mâcon.

## Municipis
- Charnay-lès-Mâcon
- Mâcon (part)

## Història
| Data d'elecció                           | Identitat       | Partit | Qualitat |
| ---------------------------------------- | --------------- | ------ | -------- |
| 1973-1979                                | Pierre Mariotte | CNIP   |          |
| 1979-2001                                | Gérard Voisin   | UDF    |          |
| 2001-2004                                | Stéphane Voisin | UMP    |          |
| 2004-                                    | Joëlle Marzio   | PS     |          |
| les dades anteriors no són pas conegudes |                 |        |          |
|                                          |                 |        |          |

## Demografia
| A partir de 1990: Població sense dobles comptes |